# コミックゲーメスト
『コミックゲーメスト』は、新声社より1993年から1997年まで発行されていた漫画雑誌。

## 概要
アーケードゲーム雑誌『ゲーメスト』を母体として創刊された、アーケードゲームのコミカライズを主体とした漫画雑誌。創刊当初は『ゲーメスト』の別冊扱いで隔月刊だったが、第5号で『ゲーメスト』から正式に独立し、月刊誌となる。
執筆陣は同人誌出身の新人漫画家やマイナー誌の混成部隊だったが、『週刊少年サンデー増刊号』の流れを汲んでおり、掲載作品のレベルは決して低いものではなかった。
掲載作品はゲームを題材としたものだけでなく、オリジナル作品も多数掲載された。しかし、移り変わりの激しいアーケードゲーム業界において、月刊誌であるということは大きなハンデとなった。当時のアーケードゲームは新作のリリースも早かったため、コミカライズ作品の月刊掲載ペースが原作ゲームの稼動時期のタイミングから大きくずれこみ、思うように人気を得にくかったため、未完に終わったり、休載となった作品が非常に多い。
なお、休刊号には本誌を引き継ぐ形での新ゲームコミック雑誌の予告が掲載され、いくつかの連載はそちらで継続することが語られたが、結局日の目を見ないまま、新声社自体が倒産を迎えた。

## 掲載作品（一部）

### ゲーム原作作品
- アンダーカバーコップス（古葉美一）
  - ザン・タカハラ、マット・ゲーブルズ、ローザ・フェルモンドの3人が主人公。世界は救ったものの、その後は仕事が無くなった3人が貧乏暮らしをしているというシーンから話が始まるギャグ色の強い作品。ザンには重度のマゾヒストという個性が付け加えられている。
- VAMPIRE HUNTER（藤田丈士）
- 餓狼伝説2（MONDO恵）
- 餓狼伝説スペシャル（原作 太田多門 【TAMON】 作画 MONDO恵）
- ウォーザード（伊藤真美）
- 海底大戦争（夏元雅人）
- キャプテンコマンドー（草壁嘉紋 → 戸橋ことみ）
  - 草壁嘉紋版は2回で終了し、戸橋ことみ版はコミックスが2巻まで出版されている。原作者はゲーメストライターの田渕健康。
- 究極戦隊ダダンダーン（伊藤霊一）
  - ヒロインであるアンのポロリシーンが存在するが、雑誌掲載時には見えていた乳首がコミック版では消された（「乳首を指ではじかれる」という場面であったのだが、消去されたためによく分からない絵になってしまった）。
- 豪血寺一族（貴城輝）
  - 主役は大山礼児（この作品中では「レイジ」というカタカナ表記で呼ばれる）。原作ゲームとの共通点は登場人物の名前と外見がある程度一致するのみで、ストーリーはこの作品オリジナルのもの。ギャグ色の強い原作とは異なり、シリアスな物語になっている。
- 豪血寺一族2（古葉美一）
  - 上述の貴城輝の作品の連載終了後に入れ替わるような形で連載を開始した。こちらは原作以上にギャグ色を強くした内容。タイトルに「2」とあるが、それはゲーム『豪血寺一族2』のコミカライズ作品だからであり、上述の貴城による漫画版の続編ということではない。そのため、内容的には全く繋がりはないが、第1話では一部の作画に貴城が参加した自己パロディの場面があり、その関係で大山礼児は第1話のみ「レイジ」の表記で呼ばれている。最終回では通常の連載回と同様に次回へ続く形で終わっており、また、「次回は○○月号!」といった引きも書かれていたため、普通に読んでいても最終回とは思えない形での終了だった。その後、読者ページに投書された「続きはどうなったのか」という読者からの質問に対し、編集側から終了していたことが伝えられた。打ち切り・未完の多い『コミックゲーメスト』連載作品の中でもその幕引きは異彩を放つものだった。
- 極上パロディウス（岩尾奈美恵）
- コットン（水上広樹）
  - 原作ゲームとはかなり異なり、オリジナルの設定が多い。
- サイバーボッツ（RYU-TMR）
- ザ・キング・オブ・ファイターズ'94 外伝（鷹岬諒）
  - 主役はユリ・サカザキ、および彼女が所属するイギリス代表女性格闘家チーム。序盤は完全オリジナルで、彼女たちがイギリス代表の座を獲得するまでの戦いが描かれる。中盤からはゲームに沿った展開となり、最終ボスであるルガール戦まで描かれる。新作の『'95』『'96』が出てもまだ続けられた（『'95』自体は、読者からのエディットチーム投稿という企画で『'94 外伝』連載中に1話だけ描かれた）。
- ザ・キング・オブ・ファイターズG（ギガ）（鷹岬諒） 
  - 上記『'94 外伝』の正式な続編。主役が麻宮アテナに変わり、チームメイトも『'95』以降のシステムを反映させたエディットチームになっている。
- さくらがんばる!（中平正彦）
  - 『ゲーメスト』で中平が連載していた漫画版『ストリートファイターZERO』の続編。主役は春日野さくら。原作ゲーム『ストリートファイターZERO2』のさくらのストーリーに沿い、前作の主人公リュウが同作のさくらの最後の対戦相手となる。同作に登場したオリジナルキャラクター神月かりんは、その後ゲーム本編にも登場した。
- SUPER STREET FIGHTER II X 外伝（伊藤真美）
  - オムニバス形式の漫画。リュウ、春麗、ガイル、キャミィ、サンダー・ホーク、ケン + エドモンド本田が主人公の作品が単行本第1巻[1]に収録。後に徳間書店から「SUPER STREET FIGHTER IIX HARD SPIN-OFF」1巻・2巻として復刻、新声社版に未収録だった作品が補完されている。
- 戦国エース（かぢばあたる）
- ティンクルスタースプライツ（さいとうつかさ）
- 出たな!!ツインビー（吉崎観音）
- 鉄拳2（式田典史）
  - 主役はミシェール・チャン。後に続編の『鉄拳3』も掲載された。
- ファイターズヒストリーダイナマイト（津雲幻一郎）
  - 主役は溝口誠。死者も出るシリアスなオリジナルストーリーが展開される。
- 魔法大作戦（竜騎兵）
- メタルブラック（仙波隆綱） 
  - ゲーム制作者自らの手による漫画化。しかし、わずか3話で打ち切りになってしまった。後年、作者がHP上で語った談話によると、「好意的に接してくれていた初代担当が交代、2代目の担当が様々なアイデアを出してきたがどれも受け入れられるようなものではなく、全て拒否していたら連絡がこなくなり、そのまま連載終了になっていた」という。また、4話の原稿を入稿していたのだが、有耶無耶のまま持ち逃げされてしまい、現在も見つかっていないという。
- ワールドヒーローズ2（雑君保プ）
  - 主にジャンヌを中心としたギャグ作品。連載中に『ワールドヒーローズ2JET』が発売され、ジャックやリョフらも出演することになったが、ゼウスは未登場。
- 龍虎の拳（天獅子悦也／原作：石井ぜんじ、全1巻）
- 龍虎の拳2（天獅子悦也／ストーリー協力：石井ぜんじ、全2巻）
- カーマンに指令を 龍虎の拳・外伝（天獅子悦也／全1巻）
- ギース・ハワード外伝（天獅子悦也／全1巻）
- 闇のギース（天獅子悦也／ギース・ハワード外伝シリーズ全1巻）

### オリジナル作品
- アクアリウム（須藤真澄）
  - 魚と話をすることができる少女が主人公の物語。作中にゲームもゲーム由来のキャラクターも登場しない完全オリジナルの作品。全１巻で完結している。1998年に映画化された。
- CONTINUE?（ひさの瑠珈）
  - 女子高生2人組のゲームライフを綴った4コマ漫画。内容については、ゲームについての知識がなくても読める程度のライトなもの。
- 城物語（冨士宏）
  - 中世ドイツで辺境の城持ち領主となった少年の日常と戦いを描く歴史物語。後にマッグガーデンにより増補完結版として単行本1冊にまとめられたが、ストーリーは未完のまま終了している。
- 速攻生徒会（小川雅史）
  - 対戦格闘ゲームというジャンルをパロディにした漫画。雑誌休刊で単行本は未完となるが、後に講談社のアフタヌーンKCから全3巻が発売。しかし、雑誌掲載時とは台詞等に多岐にわたる改変が見られ、意味合いが全く異なってしまったシーンも少なくはない上に、未収録話も多い。
- なちゅらるアニマ（滝沢ひろゆき）
  - 離れたところで暮らしていた祖母の遺産として、庭に植えられたクスノキ。実はその樹には精霊「アニマ」が宿っており、少年「誠」は以降、精霊に関する様々な出来事に巻き込まれていくことになる。ゲーム由来のパロディネタが時折登場する程度で、ゲームやゲーム由来のキャラクターは登場しない。最後まで完結しており、全1巻。
- SSディッガー（都築和彦）
- エクスカリバー!（巣田祐里子）
- みんなはどぅ?（G＝ヒコロウ）
- パステルDiary（水上広樹）
- 爆裂目覚まし娘コッコ参上!!（いのうえ空）
- 大活劇!風のまにまに妖撃団 きさらご用心!!（いのうえ空）
- パラレルトラッパーズ!（いのうえ空）
- 風を抱きしめて…（いのうえ空）
- 春夏秋冬（おおしま永遠）

## 企画のみに終わった作品
- サムライスピリッツ（車田正美）
  - 正式連載前から誌上にて盛んにPRされた。1994年10月号から12月号にかけては表紙イラストや綴じ込みポスターが描かれ（これらは車田正美画集『BURNING BLOOD』に収録されている）、その後も読者投稿による応援コーナーや進行状況の報告などが掲載された。しかし、企画途中の段階で車田は原作に回り、作画はいのうえ空が担当する「車田軍師版」へと変更され（この時、いのうえによるイメージイラストも掲載されていた）、最終的には目次ページにて正式に企画の中止が告知された。
- ヴァンパイアセイヴァー（三部敬）
  - 予告などが掲載されたが、掲載誌の休刊により中止になった。

## ゲーパロ4コマグランプリ
ゲームパロディの4コマ漫画。ゲーム制作スタッフによるものと、読者投稿との二段構成。読者投票が毎月行われ、1位になった投稿者には1ページのフリースペースが与えられた。本編で死亡したギース・ハワードが墓標の姿で動き回る「ギース・ボヒョー・ハワード（通称ボヒョーギース）」や、ワルキューレとバルログが融合した「バルキューレ」など、長期シリーズとなるキャラクターも生み出された。後にプロ作家となる桜瀬琥姫がこのコーナーの初期の常連投稿者だった。